# Sin el Fil
Sin-El-Fil (arabe : سن الفيل ) est une banlieue de Beyrouth au Liban située dans le caza du Metn au Mont-Liban au Liban. La population est presque exclusivement chrétienne.
Ce toponyme signifie « défense d'éléphant » en arabe.